# Giải vô địch bóng đá U-20 Đông Nam Á 2002
Giải vô địch bóng đá U-20 Đông Nam Á 2002 là giải đấu bóng đá dành cho lứa tuổi dưới 20, diễn ra từ 23 tháng 1 đến 3 tháng 2 năm 2002. Thái Lan và Campuchia là 2 nước đồng chủ nhà đăng cai tổ chức và có tất cả 10 nước thành viên của Liên đoàn bóng đá Đông Nam Á tham dự.

## Các đội tham dự
- Brunei
- Campuchia
- Indonesia
- Lào
- Malaysia
- Myanmar
- Philippines
- Singapore
- Thái Lan
- Việt Nam

## Địa điểm
| Phnôm Pênh            | Băng Cốc               |
| --------------------- | ---------------------- |
| Sân vận động Quân đội | Sân vận động Thái-Nhật |
| Sức chứa: 3.000       | Sức chứa: 15.000       |
|                       |                        |

## Vòng bảng
Tất cả thời gian đều là giờ Đông Dương (UTC+7).

### Bảng A
Tất cả các trận đấu của bảng A diễn ra tại Băng Cốc, Thái Lan.
| Đội bóng  | ST | T | H | B | BT | BB | HS  | Điểm |
| --------- | -- | - | - | - | -- | -- | --- | ---- |
| Thái Lan  | 4  | 3 | 1 | 0 | 17 | 4  | +13 | 10   |
| Myanmar   | 4  | 2 | 1 | 1 | 11 | 4  | +7  | 7    |
| Singapore | 4  | 2 | 0 | 2 | 6  | 13 | −7  | 6    |
| Malaysia  | 4  | 1 | 1 | 2 | 6  | 13 | −7  | 4    |
| Indonesia | 4  | 0 | 1 | 3 | 5  | 11 | −6  | 1    |

| Thái Lan                                                                       | 5 – 1    | Singapore           |
| ------------------------------------------------------------------------------ | -------- | ------------------- |
| Anucha Kitpongsri 56', 78' · Ekaphan Inthasen 67' · Panai Kongpraphan 71', 73' | Chi tiết | Muhammad Muhamad 3' |

| Myanmar | 1 – 2 | Malaysia |
| ------- | ----- | -------- |
|         |       |          |

| Thái Lan                                              | 3 – 1    | Indonesia                   |
| ----------------------------------------------------- | -------- | --------------------------- |
| Satid Mukkratok 8', 77' (ph.đ.) · Preecha Chaokla 88' | Chi tiết | Boy Jati Asmara 81' (ph.đ.) |

| Myanmar                                                                           | 7 – 1 | Singapore  |
| --------------------------------------------------------------------------------- | ----- | ---------- |
| Yan Paing 26', 31', 76' · Zaw Htaik 81', 86' · Kin Maung Tun 45' · Htwe Maung 84' |       | chưa rõ ?' |

| Malaysia | 3 – 3 | Indonesia |
| -------- | ----- | --------- |
|          |       |           |

| Thái Lan               | 1 – 1    | Myanmar        |
| ---------------------- | -------- | -------------- |
| Parinya Sunkammuan 70' | Chi tiết | Soe Lin Tun 7' |

| Singapore | 1 – 0 | Malaysia |
| --------- | ----- | -------- |
|           |       |          |

| Thái Lan                                                                  | 8 – 1    | Malaysia                                           |
| ------------------------------------------------------------------------- | -------- | -------------------------------------------------- |
| Panai Kongpraphan 8' · Ekaphan Inthasen ?', ?', ?', ?' · 3 bàn thắng khác | Chi tiết | Tengku Alias Tengku Ibrahim 54' · Fadzli Saari 61' |

| Singapore | 3 – 1 | Indonesia |
| --------- | ----- | --------- |
|           |       |           |

| Myanmar | 2 – 0 | Indonesia |
| ------- | ----- | --------- |
|         |       |           |

### Bảng B
Tất cả các trận đấu của bảng B diễn ra tại Phnôm Pênh, Campuchia.
| Đội bóng    | ST | T | H | B | BT | BB | HS  | Điểm |
| ----------- | -- | - | - | - | -- | -- | --- | ---- |
| Lào         | 4  | 4 | 0 | 0 | 11 | 2  | +9  | 12   |
| Việt Nam    | 4  | 3 | 0 | 1 | 13 | 2  | +11 | 9    |
| Brunei      | 4  | 1 | 1 | 2 | 3  | 7  | −4  | 4    |
| Philippines | 4  | 1 | 0 | 3 | 1  | 11 | −10 | 3    |
| Campuchia   | 4  | 0 | 1 | 3 | 3  | 9  | −6  | 1    |

| Việt Nam                                            | 3 – 1    | Campuchia |
| --------------------------------------------------- | -------- | --------- |
| Mạnh Huy 43' · Chan Dara 63' (l.n.) · Văn Thành 82' | Chi tiết | 91'       |

| Lào | 4 – 0 | Philippines |
| --- | ----- | ----------- |
|     |       |             |

| Việt Nam                                                                 | 6 – 0    | Philippines |
| ------------------------------------------------------------------------ | -------- | ----------- |
| Văn Quyến 27', 43'' · Anh Cường 35' · Như Thuật 63' · Văn Thành 77', 80' | Chi tiết |             |

| Campuchia | 1 – 1 | Brunei |
| --------- | ----- | ------ |
|           |       |        |

| Lào | 2 – 1 | Brunei |
| --- | ----- | ------ |
|     |       |        |

| Lào           | 1 – 0    | Việt Nam |
| ------------- | -------- | -------- |
| Lattaphon 42' | Chi tiết |          |

| Campuchia | 0 – 1 | Philippines |
| --------- | ----- | ----------- |
|           |       |             |

| Việt Nam                                | 4 – 0    | Brunei |
| --------------------------------------- | -------- | ------ |
| Văn Quyến 14', 42', 75' · Văn Thành 48' | Chi tiết |        |

| Campuchia | 1 – 4 | Lào |
| --------- | ----- | --- |
|           |       |     |

| Brunei | 1 – 0 | Philippines |
| ------ | ----- | ----------- |
|        |       |             |

## Vòng loại trực tiếp
Tất cả trận đấu đều diễn ra tại Băng Cốc, Thái Lan.

### Sơ đồ
|  | Bán kết              | Bán kết |                      |   | Chung kết | Chung kết |
|  |                      |         |                      |   |           |           |
|  | 1 tháng 2 – Băng Cốc |         |                      |   |           |           |
|  |                      |         |                      |   |           |           |
|  | Thái Lan             | 3       |                      |   |           |           |
|  | Thái Lan             | 3       | 3 tháng 2 – Băng Cốc |   |           |           |
|  | Việt Nam             | 2       |                      |   |           |           |
|  | Việt Nam             | 2       | Thái Lan             | 4 |           |           |
|  | 1 tháng 2 – Băng Cốc |         | Thái Lan             | 4 |           |           |
|  |                      | Myanmar | 0                    |   |           |           |
|  | Lào                  | Myanmar | 0                    | 0 |           |           |
|  | Lào                  |         |                      | 0 |           |           |
|  | Myanmar              | 1       |                      |   |           |           |
|  | Myanmar              | 1       | Tranh hạng ba        |   |           |           |
|  |                      |         |                      |   |           |           |
|  | 3 tháng 2 – Băng Cốc |         |                      |   |           |           |
|  |                      |         |                      |   |           |           |
|  | Việt Nam             | 1       |                      |   |           |           |
|  | Việt Nam             | 1       |                      |   |           |           |
|  | Lào                  | 2       |                      |   |           |           |

### Bán kết
| Thái Lan                                                             | 3 – 2    | Việt Nam                      |
| -------------------------------------------------------------------- | -------- | ----------------------------- |
| Panai Kongpraphan 21' · Teeratep Winothai 63' · Ekaphan Inthasen 80' | Chi tiết | Anh Cường 35' · Văn Quyến 85' |

| Lào | 0 – 1 | Myanmar |
| --- | ----- | ------- |
|     |       |         |

### Tranh hạng ba
| Lào                         | 2 – 1    | Việt Nam      |
| --------------------------- | -------- | ------------- |
| Baobupha 5' · Lattaphon 10' | Chi tiết | Như Thuật 62' |

### Chung kết
| Thái Lan | 4 – 0 | Myanmar |
| -------- | ----- | ------- |
|          |       |         |

## Nhà vô địch
| Giải vô địch bóng đá U-20 Đông Nam Á 2002 |
| ----------------------------------------- |
| · Thái Lan · Lần Lần đầu tiên             |